# Warhammer Fantasy Battle
Warhammer: The Game of Fantasy Battles (spesso abbreviato in WHFB) è un wargame tridimensionale fantasy prodotto da Games Workshop nel 1983 e ambientato nel mondo di Warhammer Fantasy.
Ogni giocatore controlla un'armata di miniature raffiguranti membri di razze tipiche della narrativa fantasty come umani, elfi oscuri, alti elfi, nani, non morti, orchi, uomini lucertola, uominibestia e altri. Ogni razza ha le proprie abilità e debolezze: per esempio gli elfi posseggono arcieri e maghi potenti ma sono anche più deboli nel combattimento ravvicinato delle altre razze.
Da Warhammer Fantasy Battle è derivato il wargame di ambientazione fantascientifica Warhammer 40.000, sempre prodotto dalla Games Workshop, nel 1987.

## Regole del gioco
Il gioco richiede una combinazione di tattica e fortuna (lancio dei dadi) ed è stato periodicamente aggiornato e rielaborato sia nel regolamento sia nella composizione delle armate, con lo scopo di migliorare di volta in volta la giocabilità. Il 10 luglio 2010 è stata pubblicata l'8ª edizione del regolamento ufficiale.

### Regole fino all'ottava edizione
Il gioco si svolge su un plastico raffigurante un campo di battaglia, sul quale due o più giocatori si sfidano l'uno con l'altro con i rispettivi eserciti di miniature in plastica o in metallo, scelte, dipinte e montate dal giocatore stesso. L'aspetto e la quantità di modelli di miniature può variare a seconda dell'esercito scelto. Le dimensioni ideali del plastico sul quale montare gli scenari in scala con le miniature sono almeno di 6 piedi per 4 piedi (180 cm x 120 cm).
Lo scopo principale è sconfiggere l'armata avversaria, ma esistono alcuni scenari del gioco, spesso prodotti dalla Games Workshop, nei quali bisogna conquistare una città, recuperare tesori o catturare prigionieri.
Le regole del gioco sono descritte in una serie di manuali, che spiegano come muovere le miniature sulla superficie di gioco e come simulare il combattimento. Il regolamento di base è contenuto in un singolo libro, cui si aggiungono manuali secondari detti Libri degli Eserciti (LdE), che spiegano i regolamenti peculiari di ogni fazione. Poiché il gioco è stato realizzato in Inghilterra, nei manuali si utilizza un sistema di misurazione delle distanze in pollici, chiamati nel sistema di gioco "Unità Imperiali" (UI). L'esito dei combattimenti viene stabilito tramite il lancio di dadi a sei facce.
Prima dell'inizio della partita i giocatori scelgono il punteggio massimo entro il quale deve essere scelta la composizione dell'armata: ogni pezzo schierato, infatti, ha un proprio valore dipendente dalla sua potenza e indicato nei manuali relativi a ciascun esercito. In aggiunta, ogni armata deve essere costruita con dei criteri fondamentali relativi alla funzione di ciascuna unità che la compone: non si possono infatti schierare eserciti composti, ad esempio, da soli generali (indicati col termine eroi) o da sole macchine da guerra. Compiute queste scelte i giocatori dispongono sul tavolo i due eserciti seguendo le indicazioni fornite dallo scenario della battaglia.
Lo svolgimento della partita vede i giocatori effettuare a turni le proprie scelte. Il turno di ogni giocatore è diviso in diverse fasi:
- Fase 0 (Movimenti Obbligatori): Tutti i tiri di dado e i movimenti che non siano a discrezione del giocatore, ad esempio richiamare all'ordine un'unità in fuga o risolvere l'animosità degli Orchi.
- Fase 1 (Carica): In questo momento si dichiarano le cariche. Non è consentito misurare la distanza tra due unità prima di dichiarare la carica.
- Fase 2 (Movimento): Vengono mosse le proprie truppe sul tavolo da gioco. È in questa fase che di norma i soldati ingaggiano le truppe che si apprestano a combattere corpo a corpo tramite appositi Movimenti di Carica
- Fase 3 (Magia): Vengono lanciati gli incantesimi da combattimento da parte dei maghi dell'armata.
- Fase 4 (Tiro): Le unità dotate di armi da lancio e armi da fuoco possono tirare, l'artiglieria può sparare.
- Fase 5 (Corpo a Corpo): Le unità ingaggiate in corpo a corpo possono combattere

Una volta eseguite queste fasi, il turno passa all'altro giocatore. I giocatori si alternano fino al termine della battaglia, che viene determinata da uno di questi fattori:
- Resa dell'avversario.
- Distruzione totale dell'esercito avversario.
- Raggiungimento della fine dei turni di gioco previsti dallo scenario (generalmente 6 per giocatore).
- Raggiungimento di un certo limite temporale (di solito 2 ore). Questa condizione di solito viene utilizzata solamente in caso di eventi che prevedono più battaglie durante la giornata, ad esempio i tornei.

Una volta finita la battaglia il vincitore è decretato tramite il conteggio dei punti vittoria, che vengono assegnati conteggiando il valore in punti delle proprie unità sopravvissute, i quarti di campo posseduti e sommando i punti delle unità nemiche uccise. Condizioni speciali od "obiettivi" possono aggiungere o sottrarre punti vittoria al totale del giocatore.

## Le forze in campo
Nel mondo di Warhammer esistono 18 eserciti: 6 dell'Ordine, 8 della Distruzione e 4 Neutrali. Di seguito sono elencate le varie armate e ne sono descritti sommariamente il background narrativo e le caratteristiche in termini di regolamento.

### L'Ordine
Lo schieramento dell'Ordine è composto dai regni degli Umani di Bretonnia, Impero e Kislev (quest'ultimo non più giocabile), da uno dei popoli elfici (Alti Elfi), dai Nani e dagli Uomini lucertola. Vediamo ora i singoli eserciti:
- Uomini lucertola: Sono gli abitanti rettiliformi dei remoti continenti di Lustria e delle "Terre Meridionali". Essi erano i servitori degli Antichi, l'ancestrale popolo di viaggiatori spaziali che portò la civiltà nel mondo di Warhammer prima che l'avvento del Caos li allontanasse dai loro protetti. Gli Uomini lucertola sono rimasti sul pianeta e pertanto ne rappresentano i custodi, impegnati in una lotta senza fine contro i Demoni del Caos e i loro alleati; insieme agli Alti Elfi sono a tutti gli effetti i salvatori del mondo. Gli Uomini Lucertola sono combattenti eccezionali e, tra i loro leader, i potenti maghi-sacerdoti Slann sono i più potenti incantatori esistenti (si pensi che lo Slann Lord Kroak ha ucciso miliardi di demoni con un singolo incantesimo) e gli unici maghi di Warhammer di livello 5. Questa potenza fuori dalla norma è tipica di tutti i soldati dell'esercito, ma si paga con un costo in punti superiore alla media.
- Alti Elfi: Nobili abitanti del continente di Ulthuan, loro ancestrale patria, gli Alti Elfi sono i discendenti della più antica civiltà elfica, e vantano una cultura ed una conoscenza ineguagliabile. Sul campo di battaglia, gli Alti Elfi, siano essi truppe di leva o soldati di professione, dimostrano un addestramento durato secoli e dedizione incrollabile. Il nucleo di un loro esercito è costituito dai disciplinati guerrieri delle guarnigioni cittadine, schierati in ranghi serrati di lancieri e arcieri, cui si unisce una nutrita schiera di truppe d'élite, quali i Maestri di Spada di Hoeth o la temibile Guardia della Fenice. Al comando di un'armata elfica si pongono abili combattenti e ineguagliabili maghi, il cui potere può essere emulato solo dai loro spietati cugini, gli Elfi Oscuri. Inoltre, più di ogni altra razza, gli Alti Elfi possono contare sulla forza spaventosa dei temuti Draghi e su altre creature alate, quali fenici e grandi aquile. In generale, un'armata di Alti Elfi è formata da poche truppe scelte, appoggiate dal fuoco degli arcieri e delle baliste, mentre i maghi si occupano di sfoltire i ranghi nemici con incantesimi offensivi. I punti deboli dell'armata sono il valore in punti non indifferente delle truppe migliori, che li porta a essere spesso in inferiorità numerica, e la loro debole resistenza nei combattimenti corpo-a-corpo prolungati.
- Bretonnia: Il reame umano di Bretonnia ha una struttura feudale, in cui i popolani vivono in povertà lavorando i campi e l'aristocrazia li protegge in cambio di tributi, seguendo in pace come in guerra il codice d'onore proposto dalla religione di Stato: il culto della "Dama del Lago" e la venerazione della sua reliquia, il Santo Graal. Quest'armata si basa sulla costosa ma eccellente cavalleria pesante, mentre la fanteria di armigeri e arcieri serve più che altro come truppe di supporto o carne da cannone.
- Impero: È il regno a struttura federale, suddiviso in province e città stato, degli uomini devoti a Sigmar Heldenhammer, che unificò le tribù della sua terra natale sotto un'unica bandiera per resistere alle scorrerie del Caos. Il loro è forse l'esercito più variegato ed equilibrato, nel quale si possono trovare potenti artiglierie e cavalleria sia pesante sia leggera, soldati di fanteria dotati di una varietà di armi e maghi di ogni genere.
- Kislev: I Kisleviti sono il più settentrionale popolo di umani civilizzati. È una nazione fredda e risoluta che conduce una vita dura, essendo costantemente in guerra con le confinanti tribù di veneratori del Caos. Le loro armate si basano su cavalleria d'élite e utilizzano magia legata al ghiaccio. Quest'esercito non è più giocabile.
- Nani: Una razza tozza e caparbia che non si arrende mai, i Nani popolano la catena montuosa dei Confini del Mondo e sono una civiltà sulla via del tramonto, ma rimangono fortemente legati alle tradizioni, all'onore, alle promesse date e ai loro dei ancestrali. Questa antica specie ha imparato a fabbricare possenti armi da guerra sostituendo i simboli runici alla comune magia. Il loro odio verso tutti i Pelleverde è proverbiale e persiste da sempre, mentre sono fidi alleati degli uomini dell'Impero, cui hanno insegnato l'uso della polvere nera. I Nani sono un esercito pesantemente corazzato e molto lento, che non si ritira mai e regge l'urto del nemico dopo averlo indebolito con il devastante tiro di archibugi e balestre o della loro celebre artiglieria pesante. Inoltre, data la loro risolutezza sul campo di battaglia, è praticamente impossibile metterli in fuga.

### Gli Eserciti della Distruzione
Gli 8 eserciti della Distruzione, sono composti dalle razze che venerano divinità del Caos, siano esse le quattro maggiori, cui sono devoti i tre eserciti malvagi più noti (l'umano, il demoniaco e il bestiale) o quelle minori adorate dalle altre fazioni.
- Bestie del caos: Sono un popolo di bestie umanoidi caprine o taurine, umani totalmente mutati dalle energie del caos. Vivono nelle profondità delle foreste, in conflitto continuo con gli Elfi Silvani, organizzati in grandi branchi le cui guide sono il guerriero più forte o lo sciamano della comunità. Costituiscono un esercito veloce e letale, la cui mancanza di disciplina è compensata da feroci abilità guerresche e da una discreta scelta di truppe mostruose.
- Conti vampiro: I conti di Sylvania, terra desolata dell'Impero, sono in realtà potenti vampiri che comandano variegate schiere di scheletri, ghoul, zombi e altri non-morti grazie ai loro poteri magici, che permettono loro di animare queste orde dalla terra stessa. I molti poteri speciali attribuibili ai generali vampiri sono un elemento cardine nella struttura di questa armata, che può contare anche sulla possibilità di resuscitare facilmente i soldati uccisi.
- Elfi Oscuri: Elfi separati dai loro cugini dell'Ulthuan da un odio profondo e millenario. Veneratori del dio della violenza Khaine, sono predoni, schiavisti e impareggiabili praticanti della magia oscura. Come i loro simili, gli Elfi Oscuri formano un esercito d'élite dinamico e ben disciplinato, in cui i ranghi di guerrieri e cavalieri variamente armati sono accompagnati da mostruose creature quali Idre, Manticore e Draghi Neri.
- Nani del Caos: Sono una comunità di Nani che in tempi remoti rimase isolata dagli altri nani, al punto da dare origine a una propria divinità, il dio del caos Hashut. Conducono una vita isolata nella loro cittadella, Zharr-Naggrund, dove grazie al carbone e alla magia caotica costruiscono armi terribili, che forniscono anche agli altri servi del Caos. Schiavizzano i Pelleverde e guadagnano vendendoli ad altre razze o impiegandoli nelle loro industrie. Le loro armate si compongono da truppe scelte di Nani del Caos dotate di armi pesanti e da orde di gregari Hobgoblin.
- Orchi e Goblin: Creature dalla carnagione verde, di grande stupidità ma di incredibile ferocia e forza, questi esseri dominavano sugli uomini dell'Impero prima che Sigmar guidasse i suoi simili alla riscossa. Ora i Pelleverde si concentrano in regioni remote quali i picchi montani, le Malelande e le Terre del Crepuscolo, attaccando senza sosta ogni altra razza nelle rare occasioni in cui non siano impegnati a scannarsi tra loro per le ragioni più irrisorie. Adorano combattere e per ogni "Waaagh!" (gruppo di tribù riunite per guerreggiare) sconfitta in battaglia, ne nasce un'altra pronta a devastare il mondo. Gli Orchi sono molto forti e muscolosi ma altrettanto ottusi, mentre i Goblin sono più subdoli e ingegnosi; entrambe le razze odiano i Nani. Questo esercito è molto versatile, potendo affiancare schiere di sacrificabili fanti goblin a formazioni di possenti Orchi cavalcacinghiali supportate da mostri "addomesticati" (come i Troll o i ragni delle foreste); in ogni caso rappresenta una orda, cioè un'armata di modelli relativamente scadenti ma schierabili in grande numero, in virtù del basso costo in punti.
- Guerrieri del caos: Nella regione artica del pianeta di Warhammer si apre uno squarcio tra il piano materiale e il Reame del Caos, dal quale si riversa nel mondo la magia più grezza e pericolosa, responsabile di mutazioni e fenomeni inspiegabili. Di conseguenza, gli esseri umani che hanno popolato la regione lottano ogni giorno per la sopravvivenza e da sempre considerano propri numi tutelari i quattro Dèi maggiori del Caos: Khorne, dio del sangue e della guerra, Tzeentch, il signore del mutamento e della conoscenza, Nurgle, il patrono della putrefazione e della malattia e Slaanesh, dea del piacere e della seduzione. Grazie ai doni ricevuti dai loro oscuri signori, gli Umani del Nord e gli esseri con cui convivono sono i guerrieri più potenti di tutto il mondo, spietati e assetati di sangue, sempre pronti a devastare le terre civilizzate per compiacere i loro padroni. L'esercito dei Guerrieri del Caos è quasi del tutto privo di armi da tiro, sostituite in gran parte dalla sua potente magia; le sue truppe sono in assoluto le migliori nel corpo-a-corpo e possono essere variamente potenziate grazie ai marchi del dio del Caos che venerano. Esteticamente, i modelli che li rappresentano sono guerrieri massicci, molto più alti di uomini comuni, con spesse corazze a piastre, cesellate di rune malefiche, con elmi sormontati da corna.
- Skaven: Sotto la superficie del pianeta si estende una enorme rete di gallerie che collegano tra loro immense città sotterranee, popolate da mostruosi roditori umanoidi creati da tremende mutazioni, per i quali non esiste onore e l'omicidio dei superiori è il modo più conveniente per acquisire il potere. Queste creature sono gli Skaven, una stirpe il cui fine ultimo è conquistare il pianeta attraverso complessi piani elaborati dai Veggenti Grigi, i sacerdoti del patrono degli uomini-ratto, il Grande Ratto Cornuto. Quando cessano di combattersi per la supremazia e si radunano per sferrare un attacco alle altre razze, i vari clan Skaven emergono in orde di centinaia di migliaia di guerrieri, che traggono la forza dal loro stesso numero e compensano il loro addestramento scadente sfruttando terribili tecniche di combattimento, ingegnose (e inaffidabili) macchine da guerra e terrificanti bestie da guerra, grazie alle quali sommergono e distruggono tutto ciò che trovano.
- Demoni del caos: Non sempre gli dèi del Caos tentano di conquistare il mondo attraverso i loro adoratori mortali. Essi, infatti, possono contare sui loro fedelissimi servitori fatti di pura energia magica, i demoni, che penetrano nel mondo materiale tramite varchi dimensionali aperti dai mortali. Le bande di demoni non hanno intenti precisi nelle battaglie, se non spargere sangue e distruggere tutto ciò che non si dimostri devoto ai loro padroni. Le armate di demoni sono orientate al corpo-a-corpo e i servi di ciascun dio rivestono un ruolo specifico nell'economia dell'esercito: i demoni di Khorne sono truppe d'assalto, i servi di Slaanesh preferiscono il mordi-e-fuggi, i gregari di Nurgle sono adatti alla guerra di logoramento, le truppe di Tzeentch forniscono supporto magico. È comunque possibile formare eserciti devoti a un solo dio.

### Gli eserciti neutrali
Gli eserciti neutrali (di cui 3 giocabili) sono composti da guerrieri disinteressati al conflitto tra Ordine e Distruzione, che scelgono da che parte schierarsi in base al tornaconto personale.
- Re dei Sepolcri: Nella regione oggi desertica di Khemri si trovava un tempo il più potente regno mai fondato dalla razza umana, distrutto in tempi immemorabili dagli incantesimi di Nagash, il primo dei necromanti. La cultura del regno di Khemri dava grande risalto al culto dei defunti e alla ricerca della vita eterna, che ironicamente gli abitanti del paese hanno trovato nella non morte. Intenzionati a vendicare la distruzione del loro impero, gli eserciti dei principi khemriti si risvegliano magicamente sotto forma di scheletri, evocati dai cadaveri dei sacerdoti ieorofanti e comandati dalle possenti mummie dei loro sovrani. Le truppe dei Re dei Sepolcri tendono a essere fragili, ma efficienti: la loro forza è il numero e la tenacia, poiché essi non si ritirano mai e sfiancano il nemico con tattiche di logoramento. Inoltre, i Nonmorti khemriti possono contare sul supporto di enormi statue di pietra animate magicamente, che vengono mandate a combattere i nemici più temibili.
- Regni degli Ogri: Sui Monti del Lamento vivono divisi in grandi tribù i giganteschi Ogri, sempre accompagnati dai loro piccoli servi Gnoblar, che si scontrano con chiunque non paghi i loro tributi; talvolta aiutano le altre razze, ma soltanto al giusto prezzo, naturalmente. Sono un popolo di grandi mangiatori e potenti guerrieri, capaci di sopraffare le altre razze operando in piccoli gruppi armati con quelle che per esseri più piccoli rappresenterebbero armi d'assedio. I pelleverde chiamati Gnoblar sono completamente asserviti ai loro padroni ogri e talvolta scendono in battaglia al loro fianco agendo come carne da macello, truppe da schermaglia o serventi di macchine da guerra. Creature delle montagne come gli Yeti, i Rinocebuoi, i giganti, i tremendi mostri chiamati Ingordi e le tigri dai denti a sciabola sono preziosi alleati di questo esercito.
- Elfi silvani: Discendono dalle comunità di Elfi Alti che, dopo la Guerra delle Barbe, hanno rifiutato di abbandonare le colonie per tornare a Ulthuan, preferendo rimanere nel Vecchio Mondo. Qui essi hanno imparato a vivere immersi nelle profondità della foresta di Athel Loren, facendosi amici gli spiriti arborei che la abitano e difendendosi insieme a loro dalle scorrerie di Pelleverde e Uominibestia. In tempo di guerra, gli Elfi Silvani si dimostrano abilissimi arcieri e guerrieri specializzati nelle tattiche "mordi e fuggi", maestri nel tendere imboscate e spesso affiancati dagli spiriti della foresta, quali Driadi e imponenti Uominialbero, che si occupano delle mischie più dure. L'estrema specializzazione delle loro truppe e la robustezza complessiva scarsa sono i loro handicap maggiori.

### Le divinità
Di seguito sono elencate una serie di divinità immaginarie che appaiono nel background narrativo di Warhammer Fantasy Battle:
- Asuryan: Divinità patrona degli Alti Elfi, tanto che loro stessi si definiscono "Figli di Asuryan".
- Gork e Mork: Divinità degli Orchi e Goblin e in generale di tutti i Pelleverde. Sono due fratelli guerrieri, un violento Orco e un subdolo Goblin, sempre in competizione tra loro e si occupano, poco, dei loro protetti fornendo sciamani alle varie tribù. La loro mitologia include la figura del Tipatcio, mitico Orco che si risveglierà alla fine dei tempi guidando tutta la razza dei Pelleverde in una guerra senza fine chiamata Ragnarorko. I Goblin delle Foreste associano loro il culto del "Dio-Ragno".
- Isha: Antica divinità elfica, dea della fertilità, della vita e della crescita. La regina degli Elfi Silvani, l'incantatrice Ariel, è sua incarnazione.
- Khaine: Divinità degli Elfi Oscuri, è associato con l'omicidio, le guerre, le battaglie e i conflitti.
- Khorne: Divinità maggiore del Caos, impersonifica la battaglia e le carneficine e rappresenta lo spargimento di sangue, la furia e la violenza. È venerato dai guerrieri in cerca di vittoria.
- Kurnous: Divinità elfica, marito di Isha. Il re degli Elfi Silvani, Orion, è sua incarnazione.
- Malal: Divinità che rappresenta il Caos puro ed è sempre in lotta con le altre divinità maggiori.
- Nurgle: Divinità maggiore del Caos che rappresenta la decadenza, la putrefazione, la disperazione e in generale la malattia.
- Shallya: Divinità venerata soprattutto negli strati più bassi della società bretoniana e dell'Impero. Nume tutelare del focolare domestico e protettrice degli ammalati, dei feriti e degli invalidi. Nei suoi templi si trovano ricoveri per gli indigenti.
- Sigmar Heldenhammer: Il grandissimo condottiero umano che 2500 anni prima di quello che nel gioco è il presente ha fondato l'Impero, unendo varie tribù umane in un unico corpo politico militare. Dopo la sua scomparsa è stato divinizzato, divenendo il nume tutelare dell'Impero. Il suo simbolo è il martello da guerra.
- Slaanesh: Divinità maggiore del Caos che rappresenta la perfezione e la bellezza, ma anche la perversione, l'edonismo e la lascivia. Adorato dai mortali che vogliono eccedere in qualcosa.
- Tzeentch: Divinità maggiore del Caos che rappresenta la sapienza, la conoscenza, il fato e in generale la mutazione e la magia. È adorato dagli incantatori più amorali.
- Ulric: Divinità dei lupi e dell'inverno adorata nell'Impero. Il suo clero compete spesso con quello di Sigmar, sebbene quest'ultimo da mortale fosse un suo fervente seguace. Secondo una leggenda, i licantropi sono la progenie di Ulric, nata da mortali e corrotta dal Caos.
- Taal: Divinità umana della natura e dei boschi, fratello minore di Ulric.
- Grande Ratto Cornuto: Divinità del Caos patrona degli Skaven, che ha apparentemente destinato la sua stirpe di uomini-ratto a conquistare il pianeta attraverso diaboliche macchinazioni.
- Grimnir: Divinità dei guerrieri e in particolare dei Nani che per espiare un crimine scelgono di unirsi alla setta degli Sventratori, guerrieri con i capelli tinti di un arancione acceso, come quelli dell'antico principe nano che i loro avi (coloro che hanno fondato la setta), non sono riusciti a salvare da un potente troll all'interno di una caverna; che combattono il Male cercando una morte gloriosa in battaglia.
- Grungni: Divinità ancestrale delle miniere, della lavorazione del metallo e della pietra; è fratello di Grimnir, nonché la principale divinità del phanteon nanico.
- Valaya: Divinità della terra, della salute, della birra e della lealtà. Moglie di Grugni e Grimnir, è la mitica fondatrice di molte fortezze naniche (incluse Karaz-a-Karak e Karak Otto Picchi) e la protettrice della razza nanica.
- Vaul: Divinità elfica della forgia, dell'artigianato e delle lamentele. Secondo la mitologia, Khaine gli impose di costruire in un anno 100 spade come riscatto per Isha e Kurnous, suoi prigionieri, ma Vaul fallì e dovette costruire la spada invincibile sacra al dio dell'omicidio.
- Morr: Divinità umana della morte. I cimiteri dell'Impero sono chiamati "Giardini di Morr".
- La Grande Mandibola: Divinità adorata dagli Ogri, secondo i quali essa si recò in tempi antichissimi sul pianeta, divorando molti di loro e portando i superstiti a migrare dall'estremo Oriente ai Monti del Lamento.
- Settra l'Imperituro: Leggendario sovrano degli umani della terra di Kehmri, che unificò con la forza per poi istituire il Culto della Morte.
- Sotek: il Dio Serpente, è la maggiore divinità degli Uomini Lucertola.

## Collezionismo e miniature
I giocatori di Warhammer collezionano e dipingono un'armata (o più di una) a proprio piacimento. Le armate possono essere create acquistando le scatole dei battaglioni o comprando le miniature una per una (nelle confezioni dette blister). C'è anche chi colleziona le miniature semplicemente per passione senza essere interessato al gioco. Esistono anche una serie di miniature di Warhammer rare, vecchie o fuori produzione che possono raggiungere quotazioni elevate su siti di aste online come eBay.
Nel 2006 il costo medio di un'armata di Warhammer è di tre-quattrocento euro, ma comprando le miniature online o in generale usate è possibile spendere meno. Le miniature hanno prezzi diversi proporzionati al materiale con cui sono prodotte e talvolta al loro costo in punti.
I modelli ufficiali, prodotti dalla Citadel Miniatures, possono misurare da circa 28 mm a 40 mm (in scala approssimativa 1:65). Un essere umano in questa scala è alto circa 28 mm, ma creature più grandi come i draghi possono superare i 10 cm di lunghezza.
I modelli acquistabili sono venduti non dipinti e alle volte suddivisi in più pezzi da montare. Il giocatore dovrà spendere molto tempo per dipingere e modificare le miniature, in modo tale da dare un aspetto unico al proprio esercito. Questa pratica è incoraggiata anche grazie alle competizioni ufficiali che si svolgono a livello regionale o nazionale. Normalmente le partite amichevoli si svolgono anche con eserciti non dipinti o parzialmente dipinti, invece nei tornei vengono assegnati premi addizionali alle armate dipinte meglio e tolti punti a coloro che posseggono miniature non dipinte. Per essere considerata "dipinta" una miniatura deve essere dipinta con almeno 3 colori diversi, non è sufficiente colorarla con uno spray di un singolo colore.
Costituire un'armata di Warhammer di 50-100 pezzi può diventare un hobby costoso. È comunque possibile giocare piccole partite con solo 30-40 miniature grazie alla flessibilità del regolamento, e sostituire un modello con un altro dichiarando prima della partita a cosa corrisponde ogni pezzo («questo arciere conta come un balestriere»). In casi estremi è anche possibile usare oggetti al di fuori del gioco dichiarando per esempio «questa bottiglia conta come un Demone di Khorne». Questo ragionamento ha fatto sì che si sviluppassero due sottoculture di appassionati: i «pittori» si concentrano sull'acquisto, il montaggio e la pittura dei modelli originali, mentre i «giocatori» sono maggiormente interessati alle regole e alle tattiche e non hanno problemi a improvvisare modelli di miniature con oggetti di vario tipo. Comunque nei tornei ufficiali vale la regola «Quello che vedi è quello che hai» e non è lecito l'uso della regola amichevole della sostituzione dei pezzi in gioco o l'uso di miniature non ufficiali.

## Opere ambientate nel mondo di Warhammer

### Wargame
- Warhammer Fantasy Battle
- Warmaster: Una rielaborazione di Warhammer progettata per rappresentare battaglia su vastissima scala.
- Mordheim: Un wargame incentrato sulle schermaglie tra armate di una ventina di modelli.
- Man O'War: Un gioco di battaglie navali.

### Giochi di ruolo
- Martelli da guerra (Warhammer Fantasy Roleplay)

### Giochi da tavolo
- Caos nel vecchio mondo
- HeroQuest: Un gioco da tavolo di tipo dungeon crawler, dalle meccaniche simili a quelle basilari di un tipico gioco di ruolo.
- Advanced HeroQuest: Una versione più elaborata di Heroquest più vicina per sistema di gioco ai veri RPG.
- Warhammer Quest: Un titolo simile ad Advanced Heroquest.
- Battle Masters: Un gioco di strategia definibile come un semplicissimo wargame.
- Blood Bowl (e Kerrunch): Una simulazione di football americano giocato nell'universo di Warhammer.
- Dreadfleet: Come Man O'War, è un gioco di battaglie navali.

### Giochi di carte non collezionabili
- Warhammer: Invasion (tecnicamente un LCG "Living Card Game", dove i set di carte in commercio non sono "casuali" ma predefiniti e le carte sono note e numerate).

### Libri
Al di fuori del gioco sono stati inoltre pubblicati numerosi romanzi o raccolte di storie e novelle ambientati in questo mondo fantasy, editi dalla Black Library, una sezione della GW dedicata alla pubblicazione di racconti e fumetti dell'universo di Warhammer Fantasy Battle e Warhammer 40000. La più famosa è la saga di Gotrek e Felix, scritta da William King e da Nathan Long (dall'ottavo volume in poi) e composta da venti romanzi, di cui un audiolibro. Il romanzo finale è Slayer, scritto da David Guymer. La saga narra le avventure di Gotrek Gurnisson e Felix Jaeger, rispettivamente un nano sventratore e un colto avventuriero umano uniti da un legame di sangue, che impone a Felix di seguire il suo amico attraverso il mondo e di stilare una cronaca delle sue imprese, così da tramandarle ai posteri.
- Trollslayer (Lo Sventratroll)
- Skavenslayer (Lo Sventraskaven)
- Daemonslayer (Lo Sventrademoni)
- Dragonslayer (Lo Sventradraghi)
- Beastslayer (Lo Sventrabestie)
- Vampireslayer (Lo Sventravampiri)
- Giantslayer (Lo Sventragiganti)
- Orcslayer (Lo Sventraorchi)
- Manslayer (Lo Sventrauomini)
- Elfslayer (Lo Sventraelfi)
- Slayer of the Storm God (Lo Sventratore del Dio della Tempesta) (audiolibro)
- Shamanslayer (Lo Sventrasciamani)
- Zombieslayer (Lo Sventrazombie)
- Road of Skulls (La Strada dei Teschi)
- Gotrek & Felix: The Anthology
- City of the Damned (La Città dei Dannati)
- The Lost Tales (Le Storie Perdute)
- Serpent Queen (La Regina dei Serpenti)
- Kinslayer (Lo Sventrare, ambientato durante la Fine dei Tempi)
- Rememberers (racconto breve ambientato durante la Fine dei Tempi)
- Slayer (Lo Sventratore, ambientato durante la Fine dei Tempi)

Un'altra serie molto famosa è Darkblade di Dan Abnett  & Mike Lee. L'unico romanzo ad avere un autore differente è Deathblade, il quale è stato scritto da CL Werner. La serie è composta da cinque volumi e narra la storia di un Elfo Oscuro, Malus Darkblade. Per il suo desiderio di diventare più potente, Malus si impossessa di un anello nel quale è rinchiuso un demone, il quale si impossesserà del corpo dell'Elfo. Malus riesce a sconfiggere il demone e lo costringe alla fuga, ma questi gli sottrarrà l'anima; Darkblade intraprenderà allora un lungo viaggio per inseguirlo e poter riprendere la propria anima. La serie è composta dai seguenti romanzi:
- The Daemon's Curse
- Bloodstorm
- Reaper of Souls
- Warpsword
- Lord of Ruin
- Deathblade (ambientato durante la Fine dei Tempi)

Con l'arrivo della Fine dei Tempi, è stato scritto un romanzo d'accompagnamento per ogni capitolo della saga, oltre a diversi racconti brevi. Sebbene il romanzo breve Sigmar's Blood non venga ufficialmente incluso in questa serie, gli eventi raccontati accadono poco prima di The Bone Cage e The Return of Nagash, con cui c'è uno stretto collegamento.
- The Bone Cage (racconto breve)
- The Return of Nagash
- With Ice and Sword (racconto breve)
- Marienburg's Stand (racconto breve)
- The Fall of Altdorf
- The Siege of Naggarond (racconto breve)
- The Curse of Khaine
- Bride of Khaine (racconto breve)
- The Lord of the End Times

Sono stati scritti romanzi dedicati a quasi tutte le razze, tra i tanti si ricordano:
- La saga di Gilead di Dan Abnett & Nick Vincent. Romanzo incentrato sulla vita e le gesta di un Alto Elfo, Gilead Lothain. Perseguitato dal destino, Gilead, maestro nella danza delle ombre e ultimo rappresentante della sua stirpe, viaggia e combatte per il mondo per vendicarsi dei seguaci del Male.
- Schiavi dell'Oscurità di Gav Thorpe. Composto da tre volumi: Gli artigli del Caos,  Le spade del Caos e Il cuore del Caos, narra la storia di un nobile cavaliere dell'impero, Kurt Leitzing. Abbandonati i suoi alleati, ha voltato le spalle alla Luce e ora guida le orde del Caos alla conquista della sua antica patria. L'unica resistenza, l'unica forza che si oppone al Male è una fragile donna: Ursula, una donna resa forte dalla fede in Sigmar. Lei, la Pulzella di Sigmar, che una volta ha amato Kurt, adesso guida gli eserciti che devono impedire che la loro terra e le loro anime siano divorate dagli Dèi oscuri.
- I morti e i dannati di Jonathan Green. È il primo romanzo di una saga composta da cinque volumi ancora non tradotti in italiano, fatta eccezione di questo. Narra la storia di Badenov e dei suoi mercenari, uomini temprati da ogni pericolo ed uniti dalla brama dell'oro. Il Vecchio Mondo è sempre più in balia delle creature del Caos, ma Badenov e le sue schiere continueranno a combattere fino a quando l'ultimo abominio raggiungerà il regno dei morti o dei dannati.
- I Cavalieri della Morte di Dab Abnett. il romanzo narra del destino di due soldati dell'Impero, due "Lance Spezzate" (Pistolieri, cavalleria leggera imperiale) inviati con la loro compagnia e con un nutrito esercito imperiale a difendere Kislev dall'inizio dell'invasione di Archaon.
- L'eredità di steven Savile:la narrazione dell'ascesa al potere, in Sylvania del vampiro Vlad Von Carstein.
- Drachenfels - La Dama Immortale - Artigli d'argento di Jack Yeovil: la trilogia che racconta le gesta di Genevieve, nobile "fanciulla" di origine bretoniana che, pur affetta da vampirismo ha deciso di battersi dalla parte dei comuni mortali.
- La fucina della guerra di Dan Abnett,, IanEdginton e Rahsan Ekedal, graphic novel che racconta le gesta di una compagnia di nani e di soldati imperiali che combattono le forze del caos.
- L'Impero nel Caos di Anthony Reynolds: la narrazione delle vicende e delle gesta di un eterogeneo gruppo di cittadini imperiali che combatte contro il Caos (collegato a Warhammer online Age of Reckoning).
- Archaon, una duologia che racconta la storia di Archaon, il Signore della Fine dei Tempi.
- Tyrion e Teclis, una trilogia di William King che racconta la storia dei due gemelli Alti Elfi più famosi del mondo di Warhammer. I romanzi sono Blood of Aenarion, Sword of Caledor e Bane of Malekith.
- Time of Legends, una serie di romanzi incentrata sui grandi eventi di Warhammer risalenti ad epoche passate, come la guerra civile che portò alla nascita degli Elfi Oscuri, la storia del Grande Necromante Nagash o del famoso Sigmar Heldenhammer.

### Videogiochi
Il sistema di gioco di Warhammer Fantasy Battle è stato adottato da alcuni videogiochi: Warhammer: Shadow of the Horned Rat (1995), il suo seguito Warhammer: Dark Omen (1998) e quindi in Warhammer: Mark of Chaos (2006), di cui, successivamente, è stata pubblicata un'espansione: Warhammer: Battle March.Inoltre è stato realizzato un videogioco MMORPG che utilizza la sua ambientazione, Warhammer Online. È stato sviluppato anche un Fps Survival horror denominato Warhammer: End Times - Vermintide, ambientato durante la Fine di Warhammer Fantasy. Nel 24 maggio 2016 esce Total War: Warhammer, primo capitolo di una trilogia di strategici ambientata in questo mondo fantasy.

## Associazioni italiane
Il wargame si è molto diffuso in Italia, al punto da spingere alla creazione di diverse associazioni che seguono l'hobby. Un esempio era la Federazione Italiana Giocatori Warhammer Fantasy Battle (FIGW) chiusa nell'aprile del 2013 la quale elaborava periodicamente delle correzioni al regolamento, organizzava tornei e deteneva un ranking. Altre associazioni invece radunano giocatori dalle regioni italiane, aree geografiche più o meno omogenee ed inoltre la stessa Games Workshop ha un suo circuito di tornei annuale, con il nome di Throne of Skulls o comunemente conosciuti con la sigla T.O.S.